# Cehi
Cehii sunt un popor de origine slavă, care trăiește preponderent în Cehia. Numără ca. 11 milioane de oameni. Minorități cehe există în Austria, Ungaria, Polonia, România, precum și statele din Europa Apuseană și în America. În România, la recensământul din 1992, s-au declarat cehi 5797 de persoane, în timp ce la recensământul din 2002, numai 3941 de persoane.

## Istorie
Triburile slave au locuit în regiunile Boemia, Moravia și Silezia din secolul al 6-lea, asimilând triburile germanice și celtice autohtone. Conform unui mit popular, cehii provin dintr-o anumită ramură a cehilor strămoșești care s-a stabilit la Mountain Rip. Conduși de familia Přemysl cehii întemeiază regatul boemian, Vratislav al II-lea fiind primul rege ceh.
Din secolul al 11-lea, Boemia a devenit parte a Imperiului Roman de Nație Germană. În anul 955 regele Germaniei a dat Moravia Boemiei. În a doua jumătate a secolului al 13-lea a fost o perioadă de mari emigrații germane în Cehia. În timp ce războaiele religioase au avut loc, regiunile cehe s-au revoltat împotriva habsburgilor, dar în cele din urmă au fost învinși de către ducele de Saxonia.

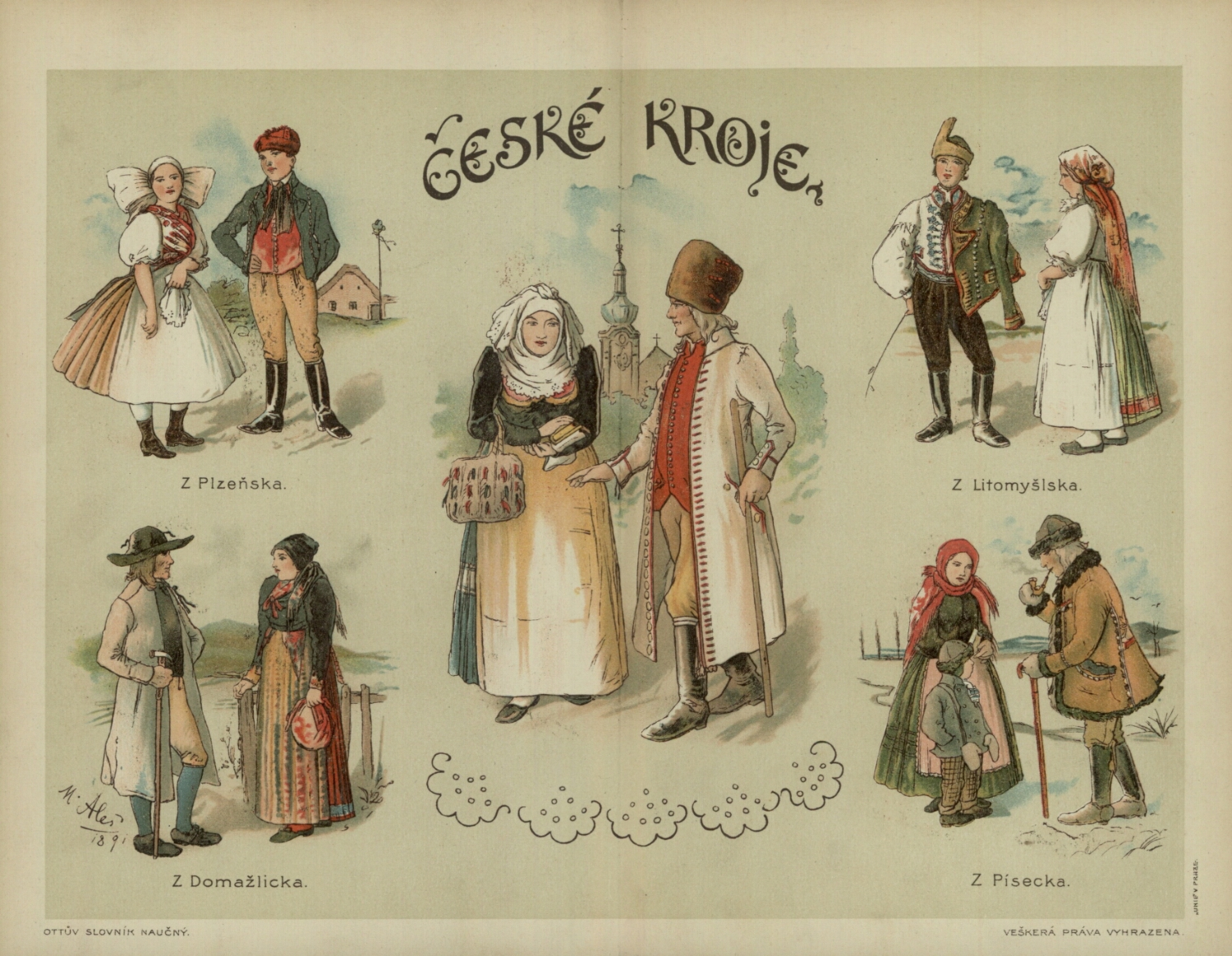
Costume populare cehe

În anul 1804 habsburgii austrieci pun mâna pe tronul Boemiei, începând perioada Anilor Întunecați. Acestă perioadă este caracterizată prin devastarea teritoriilor cehe de către trupele străine; încercările de germanizare și declinul economic și politic. Se estimează că populația din Cehia a scăzut cu o treime ca urmare a Războiului de Treizeci de Ani și a expulzării protestanților.
În 1918 a fost proclamată Cehoslovacia independentă, iar cehii au furnizat cea mai mare parte a elitei conducătoare în noul stat. În 1938, prin Acordul de la München, Germania a anexat Regiunea Sudetă, cu o minoritate cehă considerabilă, din Cehoslovacia, și în 1939, regimul nazist german a invadat Cehia și a stabilit pe teritoriul ei Protectoratul Boemiei și Moraviei. Emil Hácha a devenit președintele protectoratului sub dominația nazistă, care a permis numai asociațiile cehe pro-naziste, având tendința să sublinieze legăturile dintre cehi și germanii din Boemia, în scopul de a facilita realizarea germanizării.
La data de 2 mai 1945, revolta de la Praga a atins apogeul, susținută de Armata Roșie. Expulzarea germanilor din Cehoslovacia a făcut ca locuitori cehi să se stabilească alături de slovaci și rromi în locuri evacuate de germanii sudeți, care au fost transferați în Germania de Vest și Austria în conformitate cu Conferința de la Potsdam și Conferința de la Ialta.
În urma „divorțului de catifea” din 1993, Slovacia a obținut în cele din urmă divizarea federației Cehoslovaciei, iar Cehia s-a constituit și ea ca stat independent. După intrarea Republicii Cehe în Uniunea Europeană în mai 2004, cehii au câștigat dreptul de a lucra în alte țări din UE.